# Tanysiptera carolinae
El alción colilargo de la Numfor (Tanysiptera carolinae) es una especie de ave coraciforme de la familia Alcedinidae.

## Distribución geográfica y hábitat
Es endémico de la isla indonesia de Numfor.

## Estado de conservación
Se encuentra amenazada por la pérdida de su hábitat natural.